# Gijzenzele
Gijzenzele is een dorp in de Belgische provincie Oost-Vlaanderen en een deelgemeente van Oosterzele, het was een zelfstandige gemeente tot  de gemeentelijke herindeling van 1977.

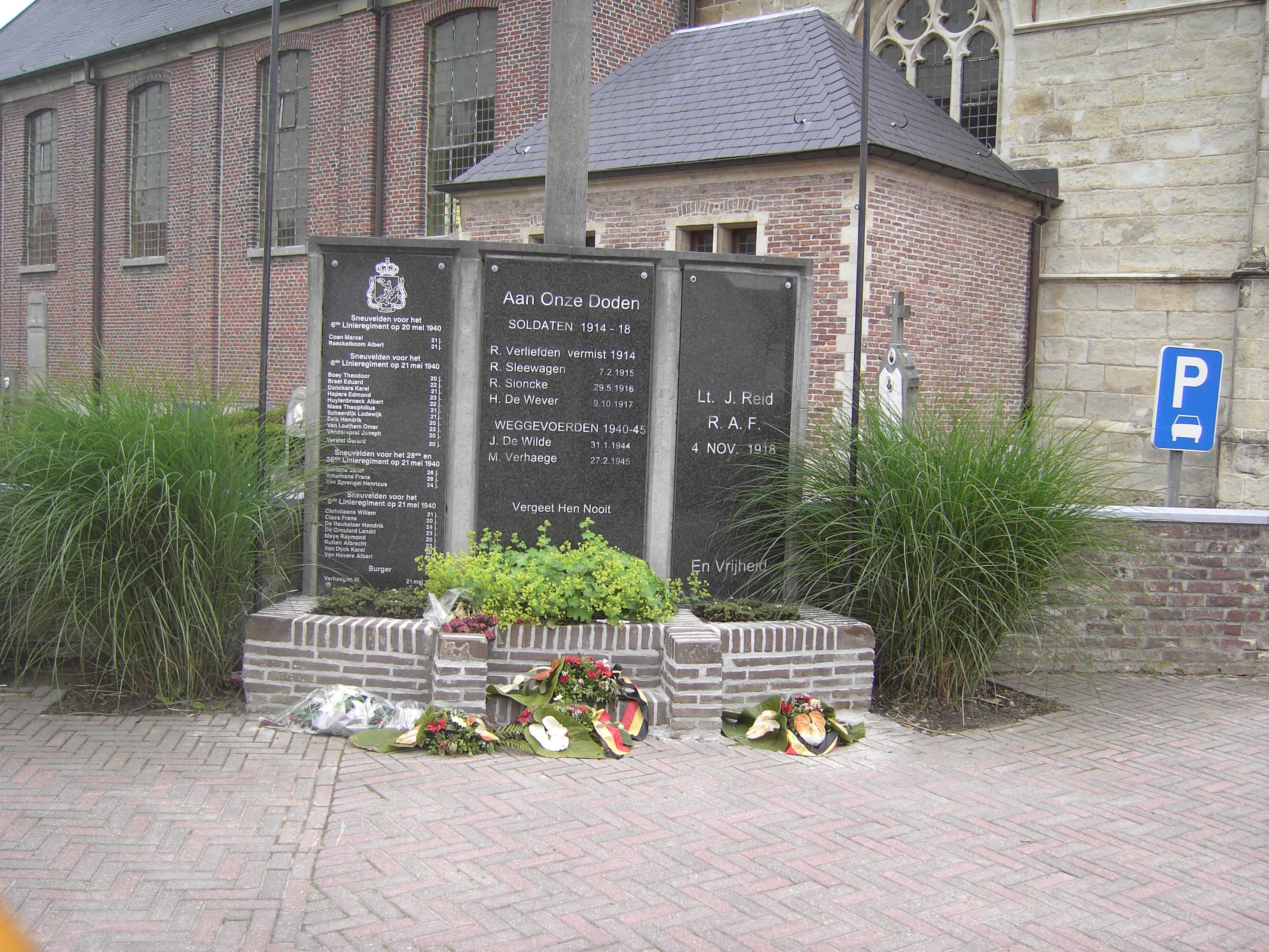
Oorlogsmonument.
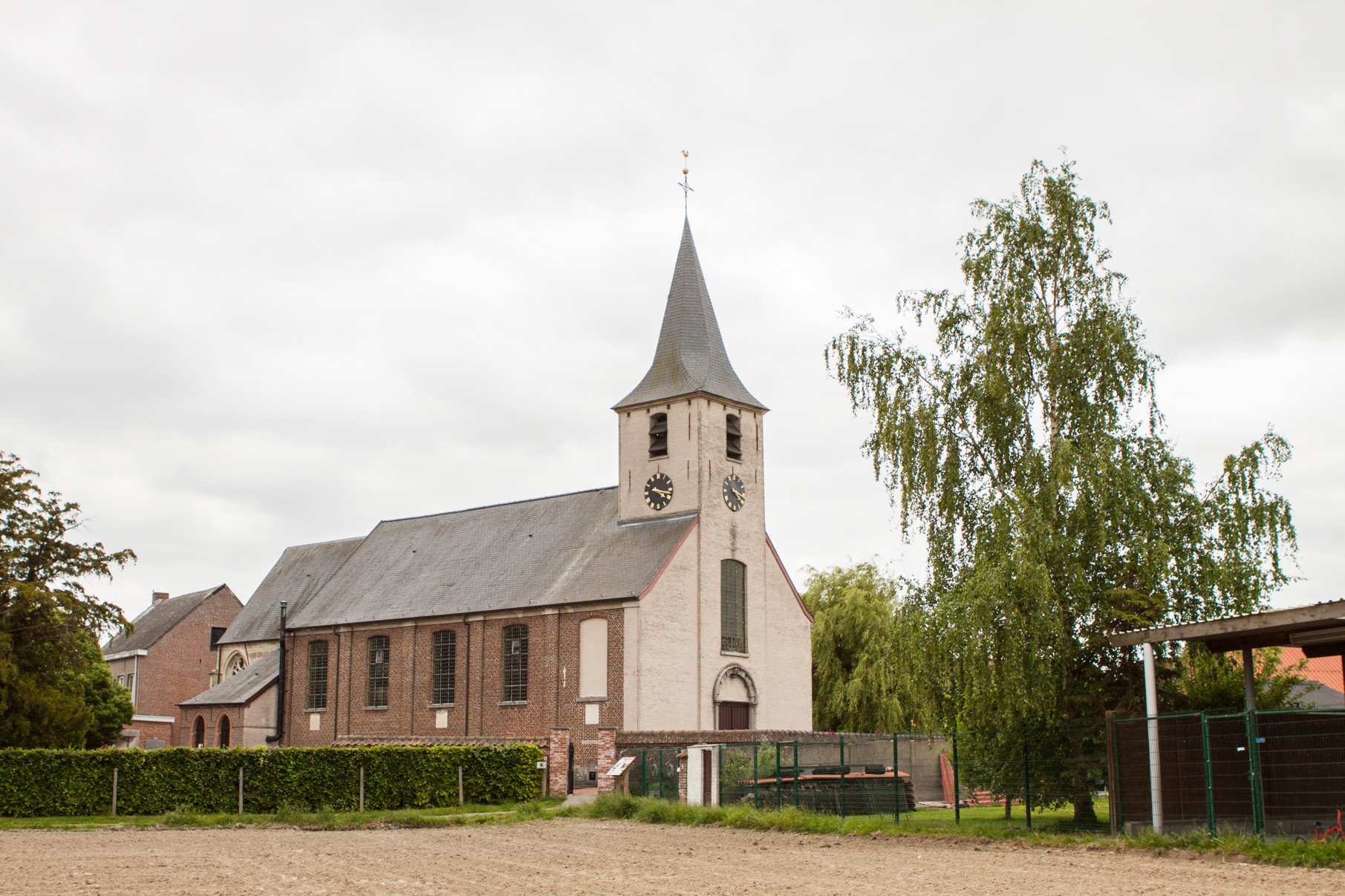
Sint-Baafskerk.

## Geschiedenis
De oudste vermelding is van 864 als Gisingasale, wat een samenvoeging is van een persoonsnaam en sala, een centraal gebouw. Vermoedelijk kwam het al in de 7e eeuw door schenking aan de Gentse Sint-Baafsabdij als één der oudste bezittingen. Hier stond een grote hoeve, het Hof van Gijzenzele van waaruit de bossen in de omgeving door de Abdij werden ontgonnen. In de 16e eeuw kwam Gijzenzele aan de bisschop van Gent. Bestuurlijk hoorde Gijzenzele bij het Land van Rode dat onderdeel was van het Land van Aalst. In mei 1940 werd in Gijzenzele de slag bij Gijzenzele uitgevochten.

## Demografische ontwikkeling
- Bronnen:NIS, Opm:1831 tot en met 1970=volkstellingen; 1976 = inwoneraantal op 31 december

## Bezienswaardigheden
- De Sint-Bavokerk
- Op het kerkhof ligt één Britse gesneuvelde uit de Eerste Wereldoorlog. Zijn graf staat bij de CWGC genoteerd onder Gijzenzele Churchyard.[1]
- Een verdedigingsgordel van bunkers Bruggenhoofd Gent werd in 1934-1935 aangelegd tussen Kwatrecht en Astene, dus ook langs Gijzenzele, met de Molenbunker.

## Natuur en landschap
Gijzenzele ligt op de grens van zandig en zandlemig Vlaanderen. De hoogte varieert van 25 tot 51 meter. Het hoogste punt ligt aan de Betsberg in het zuidoosten van de deelgemeente. Men vindt daar het Betsbergebos terwijl in het westen het Aalmoezenijebos ligt.

## Toerisme
De "Bunkerroute" en de "Halvemaanroute" zijn een bunkerwandeling in de gemeente Oosterzele. De bunkerroute start aan de kerk van Gijzenzele en loopt langs verschillende bunkers die deel uitmaakten van het Bruggenhoofd Gent (waaronder de Molenbunker), een verdedigingslinie die midden de jaren 30 werd opgetrokken en een rol speelde in de slag bij Gijzenzele.

## Nabijgelegen kernen
Landskouter, Oosterzele, Gontrode, Massemen